# Kabansk
Kabansk (en russe : Кабанск, en bouriate : Бодон Гахайта) est un village de Russie, centre administratif de la municipalité de Kabansk et du raïon de Kabansk en Bouriatie. Sa population s'élevait à 5 653 habitants au recensement de 2021.

## Géographie
Le village de Kabansk se situe en Bouriatie, une république situé en Transbaïkalie, région de Sibérie orientale à l'est du lac Baïkal, en Russie. Il fait partie du district fédéral extrême-oriental. Le village fait partie du raïon de Kabansk, un raïon de la république, avec Tourountaïevo comme centre administratif. Il fait partie de l'établissement rural de Kabansk, une municipalité dont il est le chef-lieu,.   
Le fuseau horaire du village est MSK+6 (heure de Iakoutsk). Le décalage horaire appliqué par rapport au temps universel coordonné est +09:00.  

## Démographie
Recensements (*) et estimations de la population,,:
| 2002 * | 2010* | 2021* | - |
| ------ | ----- | ----- | - |
| 6 369  | 6 038 | 5 653 | - |